# Street Hawk
Street Hawk var en amerikansk TV-serie som visades i 13 avsnitt från 4 januari till 16 maj 1985 på ABC. Serien handlar om Jesse Mach, en före detta motorcykelpolis som rekryteras till det topphemliga projektet Street Hawk, som går ut på att minska brottsligheten med hjälp av en högteknologisk motorcykel.
Titelmusiken komponerades av Tangerine Dream och gavs ut i en omarbetad version med titeln "Le Parc (L.A. - Streethawk)" på deras album Le Parc.

## Lista över asnitt
1. Street Hawk (2 timmars pilotavsnitt) (1/4/85)
2. A Second Self (1/11/85)
3. The Adjuster (1/18/85)
4. Vegas Run (1/25/85)
5. Dog Eat Dog (2/1/85)
6. Fire on the Wing (2/8/85)
7. Chinatown Memories (2/15/85)
8. The Unsinkable 453' (2/22/85)
9. Hot Target (3/1/85)
10. Murder is a Novel Idea (3/8/85)
11. The Arabian (5/2/85)
12. Female of the Species (även kallat The Assassin) (5/9/85)
13. Follow the Yellow Gold Road (5/16/85)